# Gomukhasana

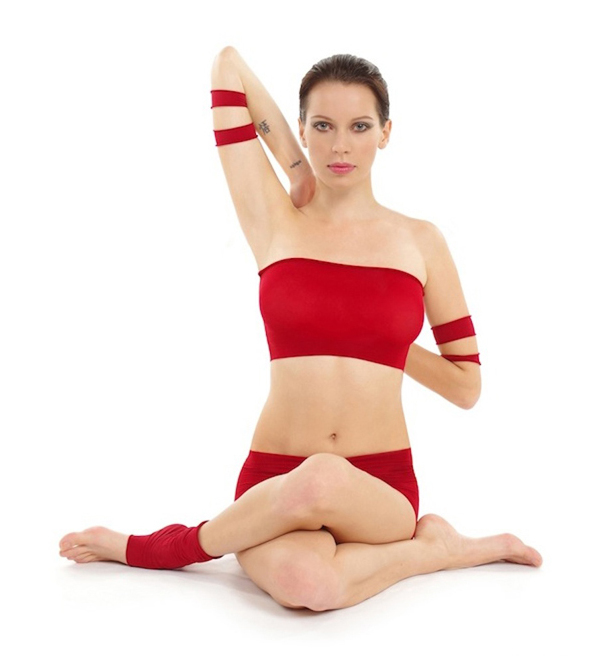
Gomukhasana

Gomukhasana (sanskrit : गौमुखासन; IAST: Gomukhāsana) ou posture de la tête de vache est une posture (āsana) assise du hatha yoga, parfois utilisé pour la méditation.

## Origine
Cet āsana est mentionné dans le Haṭhayogapradīpikā de Svātmārāma, la Haṭha Ratnāvalī de Srinivasa et la Gheraṇḍa saṃhitā datant respectivement du XVe siècle et du XVIIe siècle pour les deux autres textes.

## Description

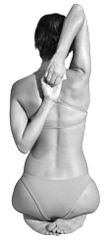
Vajra Gomukhasana, variante sur les genoux sans étirer les hanches

La posture est dite assise où les jambes se croisent. Le talon droit se place le long du côté gauche et réciproquement (les pieds évoquent les cornes d'une vache). Cette posture est décrite dans le Haṭhayogapradīpikā et la Gheraṇḍa saṃhitā.

## Effets
Les bienfaits de cet āsana sont au moins :
- par compression de la jambe, gomukhāsana stimule la circulation sanguine dans la celle-ci;
- il contrecarre l'affaissement des épaules dû à l'augmentation du poids à l'avant du corps en invitant à l'expansion de la poitrine;
- il soulage la douleur et l'enflure de la jambe qui sont les plaintes courantes pendant la grossesse.